# Stagno di Cagliari
Lo stagno di Cagliari è per estensione e per rilevanza della biodiversità una delle più importanti aree umide d'Europa. In realtà esso è una vera e propria laguna. Il suo nome deriva dal fatto che nel sardo non esiste la parola laguna e l'espressione stani rappresentava genericamente qualsiasi area umida diversa dalla parola palude (pauli) sia che fosse stagno o laguna. La laguna, infatti, è riconosciuta negli elenchi ufficiali delle aree umide da sottoporre a tutela: è classificata zona di protezione speciale (ZPS) ai sensi della direttiva n. 409 del 1979 ("Uccelli selvatici") dell'Unione europea e zona umida di importanza internazionale ai sensi della convenzione di Ramsar. È inoltre inserito nella rete ecologica Natura 2000.

## Ubicazione
La laguna è ubicata nelle immediate vicinanze del capoluogo di regione, lungo il tratto iniziale della costa occidentale del Golfo di Cagliari. I suoi confini naturali sono stati drasticamente alterati dalla fine del ventesimo secolo.
A est è delimitato dai bassi rilievi su cui si estendono i centri abitati di Cagliari e Elmas e le infrastrutture del capoluogo (arterie stradali, ferrovie, aeroporto, zona industriale). A nord è delimitato dalle foci dei principali corsi d'acqua provenienti dalla pianura del Campidano e dalla piana del Cixerri. A ovest è delimitato dall'agglomerato industriale di Macchiareddu-Grogastu e dagli insediamenti agricoli e residenziali del comune di Capoterra. A sud è delimitato dal lembo litoraneo che lo separa dal Golfo di Cagliari, percorso dalla Strada statale 195 Sulcitana.
I confini naturali della laguna sono stati profondamente alterati a causa delle opere di bonifica a cui ha fatto seguito l'urbanizzazione delle aree limitrofi, la costruzione di infrastrutture di servizio, l'espansione di attività agricole e soprattutto industriali e commerciali. Nella prima parte del Novecento l'estensione dell'area umida era di circa 40 km², attualmente è inferiore ai 13 km² comprendendo anche lo stagno di Capoterra. Anche per quest'ultimo si è avuta una riduzione della superficie a causa degli insediamenti residenziali del comune di Capoterra, il cui piano regolatore comprende l'espansione dell'abitato verso il mare e la vecchia frazione di La Maddalena.

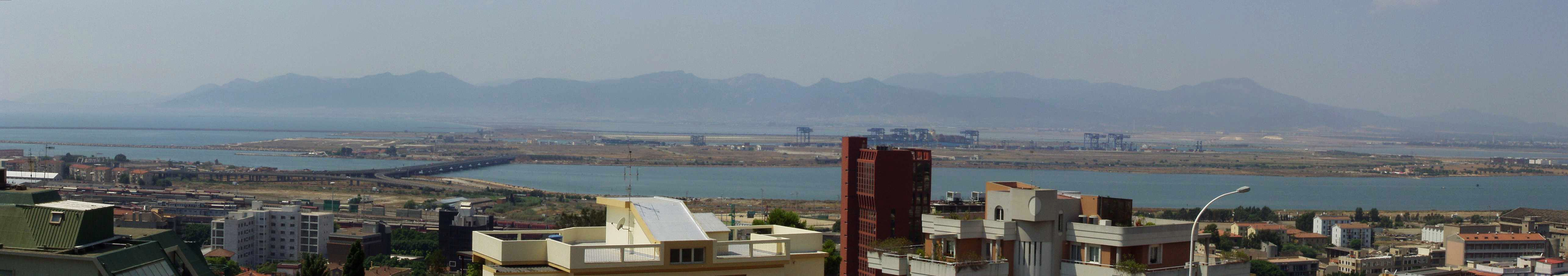
Panoramica della laguna di Santa Gilla

## Topografia
La topografia della laguna è eterogenea. Vi si possono distinguere cinque aree principali:
- La laguna di Santa Gilla. È il tratto orientale, in diretta comunicazione con il golfo attraverso il canale della Scafa.
- Zona delle foci. È il tratto settentrionale, nel quale sfociano il Flumini Mannu e il Cixerri oltre ad altri corsi d'acqua e canali di bonifica d'importanza minore. Questa zona ha subito interventi di regimazione idraulica e di colmata con l'apporto di materiale di dragaggio.
- Zona delle Saline. È il tratto centrale e meridionale dello stagno. È formata dalle saline e dalle vasche di evaporazione, che si estendono fino al lembo litoraneo.
- Stagno di Capoterra. È il tratto più meridionale e occidentale, separato dalla zona delle Saline da un lembo di terraferma di riporto realizzato come infrastruttura di collegamento della zona industriale con un pontile che s'inoltra nel golfo. Lo Stagno di Capoterra è alimentato dal cono di deiezione del Rio Santa Lucia, che raccoglie le acque del versante orientale dei Monti del Sulcis.
- Sa Illetta. È un tratto di terraferma appartenente in origine all'isola di San Simone, che in seguito è stata collegata al lembo litoraneo e alla località di Macchiareddu. Questa zona ha subito una drastica trasformazione a seguito della costruzione del Porto Canale e della deviazione della Statale Sulcitana.

## Geomorfologia
Dal punto di vista geologico, l'area occupata dallo stagno è una depressione che fa parte integrante della fossa del Campidano. Questa fossa si è originata nell'Era Quaternaria per erosione fluviale delle arenarie che formavano la panchina Tirrenica, seguita da cicliche regressioni e ingressioni marine in periodi successivi (Versiliano). La depressione meridionale venne definitivamente colmata dal mare e in epoche molto recenti ne è stata separata da un cordone litoraneo sabbioso. Dell'originaria panchina Tirrenica restano tracce a Sa illetta e in alcuni siti della terraferma all'interno di Cagliari.
I fondali sono mediamente bassi, la massima profondità rilevata in alcuni punti è di 2,5 metri, tuttavia l'alterazione degli sbocchi naturali di collegamento al mare e della circolazione delle correnti ha provocato il deposito di materiali e l'innalzamento del fondale.
La salinità varia secondo la zona dello stagno. Nei tratti più aperti che hanno una naturale continuità con il golfo ha valori tipicamente marini (Laguna di Santa Gilla). Nel settore settentrionale, in corrispondenza delle foci degli immissari, la salinità è più bassa formando un ambiente di transizione. Nella parte meridionale, che costituisce il bacino d'evaporazione delle saline di Macchiareddu, ha valori più elevati rispetto a quelli marini. Più a sud, in corrispondenza dello Stagno di Capoterra, ricompare il gradiente di salinità decrescente, dallo stagno fino allo sbocco del rio Santa Lucia.

## Flora

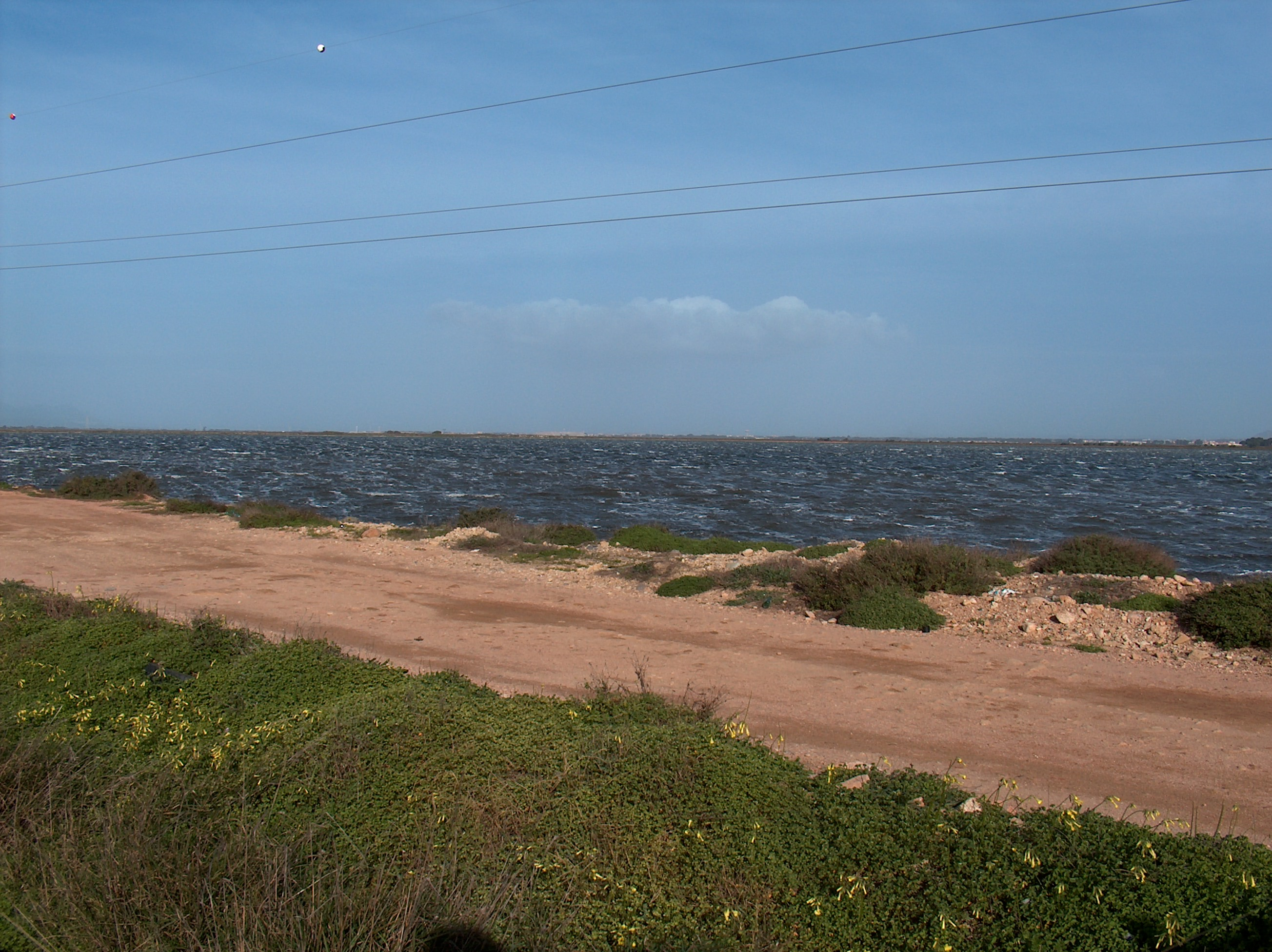
Il tratto settentrionale della laguna di Santa Gilla.
In primo piano un tappeto di Oxalis cernua, una specie invadente

La vegetazione della laguna è poco rilevante dal punto di vista paesaggistico, essendo costituita da specie erbacee e suffruticose. Tuttavia è di grande importanza naturalistica perché è indispensabile per garantire il mantenimento della biodiversità, soprattutto per quanto riguarda la fauna. I prodotti di alcune specie vegetali sono il componente principale per la nutrizione di diversi uccelli presenti nello stagno, ma soprattutto la fitta vegetazione erbacea-arbustiva che ricopre le sponde e gli argini rappresenta l'habitat in cui la maggior parte delle specie avicole può nidificare indisturbata. Un'alterazione della composizione floristica e del grado di copertura ha inevitabilmente ripercussioni sull'avifauna dello stagno.
La presenza di ambienti fisici differenti in punti diversi dello stagno, soprattutto in relazione alla salinità delle acque, è causa di eterogeneità delle associazioni vegetali, che in ogni modo possono essere ricondotte a tre tipi fondamentali:
- vegetazione psammofila
- vegetazione alofila
- vegetazione d'acqua dolce.

La vegetazione psammofila si estende prevalentemente sul lembo litoraneo sabbioso e in altre zone dello stagno spesso associata alle alofite (in tal caso si parla di vegetazione alopsammofila). In questa vegetazione si rinvengono Limonium densiflorum e Polygonum scoparium (entrambi endemiche non esclusive della Sardegna), Anthemis maritima, Agropyrum junceum, Ammophyla arenaria, ecc.
La vegetazione alofila è diffusa in buona parte dello stagno, ma soprattutto si rinviene intorno nelle zone più esterne, lungo gli argini dei canali e delle vasche evaporanti e sulle sponde di Sa illetta. Associazioni di piante alofite si rinvengono anche nella parte settentrionale dello stagno e nelle aree dove la sommersione è temporanea, condizione che determina un forte accumulo di sali. 
In questa vegetazione si rinvengono piante comunemente diffuse in terreni salini e in acque salmastre (Salicornia, Arthrocnemum, Salsola, Halocnemum, ecc.). Alcune specie possono formare associazioni specifiche in cui prevalgono diventando rappresentative (es. Salicornia). Fra le piante arbustive alofite s'individua facilmente l'alimo (Atriplex halimus), specie molto comune nel Cagliaritano.

Fra le idrofite alofile, presenti nelle acque salate, sono di particolare importanza Ruppia cirrhosa e Potamogeton pectinatus sostituite in quelle salmastre presso le foci da Ruppietum maritimae e Potamogeton natans. Queste piante rientrano nella dieta di molti uccelli dello stagno. Fra questi rientra anche il fenicottero rosa, che si nutre di semi di Ruppia prelevandoli insieme ai crostacei del bacino evaporante.
La vegetazione d'acqua dolce si concentra prevalentemente nella parte settentrionale presso le foci degli immissari, dove l'acqua è solo debolmente salmastra. Questa vegetazione è rappresentata da alcune associazioni specifiche: il canneto, con la canna di palude (Phragmites australis), il tifeto, con le tife (Thypha latifolia e Thypha angustifolia), il giungheto, con i giunchi (Juncus spp.). Queste associazioni sono ben visibili, presso Assemini, nel tratto della Strada provinciale pedemontana che costeggia la parte settentrionale dello stagno.

Fra le specie della vegetazione d'acqua dolce si rinvengono i carici (Carex spp.), i ciperi (Cyperus spp.), la menta d'acqua (Mentha aquatica), il crescione (Nasturtium officinale), i ranuncoli (Ranunculus spp.), lo pseudacoro (Iris pseudacorus), ecc.). Fra le piante legnose si rinvengono anche le tamerici (Tamarix gallica e Tamarix africana).
Fra le curiosità va citata la presenza di un piccolo oliveto nei terreni di Sa illetta. D'altra parte l'olivo è una specie che tollera meglio di altri fruttiferi terreni moderatamente salini o alcalino-salini.
Un aspetto negativo della vegetazione dello stagno di Cagliari è il progressivo degrado a cui va incontro: nel 1911 erano state censite oltre 500 specie botaniche, negli anni 80 sono state censite poco più di 460 specie di cui oltre un centinaio non erano presenti nel primo censimento. Questo dato oltre a indicare una riduzione della biodiversità vegetale mette a nudo anche l'alterazione che ha subito la composizione floristica.

## Fauna

### Uccelli

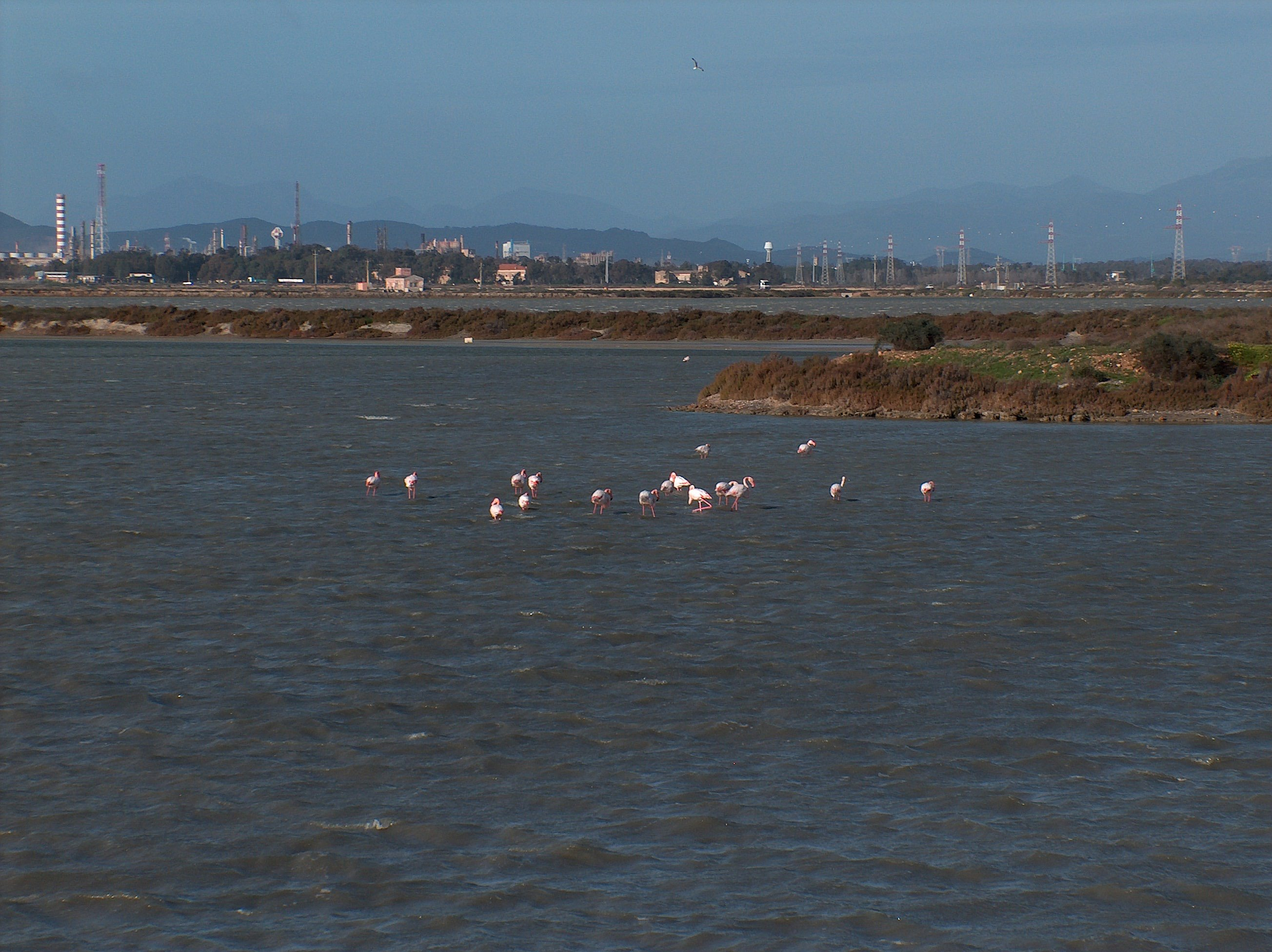
Fenicotteri rosa in una delle vasche del bacino di evaporazione

L'avifauna rappresenta l'elemento di maggiore importanza nello stagno per l'elevato numero di specie presenti, sia stanziali sia migranti.
Lo stagno di Santa Gilla e il vicino stagno di Molentargius rientrano fra le più importanti stazioni di sosta europee nelle migrazioni del Fenicottero rosa (Phoenicopterus roseus). Questo trampoliere staziona nelle acque dello stagno nutrendosi principalmente di piccoli crostacei. Il componente principale della sua dieta è l'Artemia salina un crostaceo presente in grandi quantità negli stagni di Cagliari e che conferisce il colore roseo al piumaggio del fenicottero. La dieta è integrata con altri piccoli animali (artropodi, molluschi, ecc.) e con semi di piante idrofite dispersi nelle acque (ruppia, giunco, tifa, ecc.). Per molti anni i fenicotteri hanno frequentato lo stagno senza nidificare, probabilmente a causa della pressione antropica e dei predatori di uova, soprattutto gabbiani; ha ripreso a nidificare fra la vegetazione spontanea dello stagno. Un monitoraggio del 2004 ha censito oltre 6000 coppie nidificanti.
L'elenco delle specie presenti nello stagno è piuttosto lungo, considerando sia le specie nidificanti, sia quelle che frequentano lo stagno senza nidificare. L'elenco seguente prende in considerazione solo le presenze accertate in più occasioni dagli anni novanta al 2004. Dall'elenco sono escluse le presenze occasionali e quelle documentate in passato. Per quanto riguarda l'indicazione delle specie nidificanti sono presi in considerazione solo gli eventi accertati nei monitoraggi.
- Specie nidificanti
  - Accipitriformi: Falco di palude (Circus aeruginosus)
  - Anseriformi: Germano reale (Anas platyrhynchos), Moriglione (Aythya ferina), Volpoca (Tadorna tadorna)
  - Apodiformi: Rondone (Apus apus)
  - Ciconiformi: Airone guardabuoi (Bubulcus ibis), Airone rosso (Ardea purpurea), Fenicottero rosa (Phoenicopterus roseus), Garzetta (Egretta garzetta)
  - Caradriformi: Avocetta (Recurvirostra avosetta), Cavaliere d'Italia (Himantopus himantopus), Corriere piccolo (Charadrius dubius), Fraticello (Sternula albifrons), Fratino (Charadrius alexandrinus), Gabbiano comune (Chroicocephalus ridibundus), Gabbiano reale del Caspio (Larus cachinnans), Gabbiano reale mediterraneo (Larus michahellis), Gabbiano roseo (Chroicocephalus genei, fino al 1992), Occhione (Burhinus oedicnemus), Pettegola (Tringa totanus), Sterna comune (Sterna hirundo), Sterna zampenere (Gelochelidon nilotica, fino al 1992)
  - Coraciformi: Gruccione (Merops apiaster), Martin pescatore (Alcedo atthis), Upupa (Upupa epops)
  - Falconiformi: Gheppio (Falco tinnunculus)
  - Galliformi: Quaglia (Coturnix coturnix)
  - Gruiformi: Porciglione (Rallus aquaticus) Pollo sultano (Porphyrio porphyrio)
  - Passeriformi: Allodola (Alauda arvensis), Averla capirossa (Lanius senator), Balestruccio (Delichon urbica), Beccamoschino (Cisticola juncidis), Calandra (Melanocorypha calandra), Calandrella (Calandrella brachydactyla), Calandro (Anthus campestris), Cannaiola (Acrocephalus scirpaceus), Cannareccione (Acrocephalus arundinaceus), Capinera (Sylvia atricapilla), Cinciallegra (Parus major), Cornacchia (Corvus corone), Cutrettola (Motacilla flava), Fanello (Carduelis cannabina), Merlo (Turdus merula), Occhiocotto (Sylvia melanocephala), Passera mattugia (Passer montanus), Passera sarda (Passer hispaniolensis), Pigliamosche (Muscicapa striata), Rondine (Hirundo rustica), Saltimpalo (Saxicola torquata), Sterpazzola di Sardegna (Sylvia conspicillata), Storno nero (Sturnus unicolor), Usignolo (Luscinia megarhynchos), Usignolo di fiume (Cettia cetti)
  - Podicipediformi: Svasso maggiore (Podiceps cristatus), Tuffetto (Tachibaptus ruficollis)
  - Strigiformi: Barbagianni (Tyto alba), Civetta (Athene noctua)
- Specie non nidificanti o con nidificazione non accertata
  - Accipitriformi: Albanella reale (Circus cyaneus), Falco pecchiaiolo (Pernis apivorus), Falco pescatore (Pandion haliaetus), Nibbio bruno (Milvus migrans), Poiana (Buteo buteo), Sparviere (Accipiter nisus)
  - Anseriformi: Alzavola (Anas crecca), Canapiglia (Anas strepera), Codone (Anas acuta), Fischione (Anas penelope), Fistione turco (Netta rufina), Marzaiola (Anas querquedula), Mestolone (Anas clypeata), Moretta (Aythya fuligula), Moretta tabaccata (Aythya nyroca), Oca selvatica (Anser anser), Smergo minore (Mergus serrator)
  - Apodiformi: Rondone maggiore (Apus melba), Rondone pallido (Apus pallidus)
  - Caprimulgiformi: Succiacapre (Caprimulgus europaeus)
  - Caradriformi: Albastrello (Tringa stagnatilis), Beccaccia di mare (Haematopus ostralegus), Beccaccino (Gallinago gallinago), Beccapesci (Thalasseus sandvicensis), Chiurlo (Numenius arquata), Chiurlo piccolo (Numenius phaeopus), Combattente (Philomachus pugnax), Corriere grosso (Charadrius hiaticula), Frullino (Lymnocryptes minimus), Gabbianello (Hydrocoloeus minutus), Gabbiano corallino (Ichthyaetus melanocephalus), Gabbiano corso (Ichthyaetus audouinii), Gambecchio (Calidris minuta), Gambecchio nano (Calidris temminckii), Gavina (Larus canus), Mignattino (Chlidonias niger), Mignattino ali bianche (Chlidonias leucopterus), Mignattino piombato (Chlidonias hybridus), Pantana (Tringa nebularia), Pavoncella (Vanellus vanellus), Pernice di mare (Glareola pratincola), Piovanello (Calidris ferruginea), Piovanello maggiore (Calidris canutus), Piovanello pancianera (Calidris alpina), Piovanello tridattilo (Calidris alba), Piro piro boschereccio (Tringa glareola), Piro piro culbianco (Tringa ochropus), Piro piro piccolo (Actitis hypoleucos), Pittima minore (Limosa lapponica), Pittima reale (Limosa limosa), Piviere dorato (Pluvialis apricaria), Pivieressa (Pluvialis squatarola), Sterna maggiore (Hydroprogne caspia), Totano moro (Tringa erythropus), Voltapietre (Arenaria interpres), Zafferano (Larus fuscus)
  - Ciconiformi: Airone bianco maggiore (Casmerodius albus), Airone cenerino (Ardea cinerea), Mignattaio (Plegadis falcinellus), Nitticora (Nycticorax nycticorax), Sgarza ciuffetto (Ardeola ralloides), Spatola (Platalea leucorodia), Tarabusino (Ixobrychus minutus)
  - Columbiformi: Tortora (Streptopelia turtur), Tortora dal collare orientale (Streptopelia decaocto)
  - Coraciformi: Ghiandaia marina (Coracias garrulus)
  - Cuculiformi: Cuculo (Cuculus canorus)
  - Falconiformi: Falco pellegrino (Falco peregrinus), Grillaio (Falco naumanni), Lodolaio (Falco subbuteo), Smeriglio (Falco columbarius)
  - Gruiformi: Folaga (Fulica atra), Gallinella d'acqua (Gallinula chloropus), Gru (Grus grus),Schiribilla (Porzana parva), Schiribilla grigiata (Porzana pusilla), Voltolino (Porzana porzana)
  - Passeriformi: Balia nera (Ficedula hypoleuca), Ballerina bianca (Motacilla alba), Ballerina gialla (Motacilla cinerea), Cardellino (Carduelis carduelis), Codirosso (Phoenicurus phoenicurus), Codirosso spazzacamino (Phoenicurus ochruros), Corvo imperiale (Corvus corax), Culbianco (Oenanthe oenanthe), Forapaglie (Acrocephalus schoenobaenus), Forapaglie castagnolo (Acrocephalus melanopogon), Fringuello (Fringilla coelebs), Frosone (Coccothraustes coccothraustes), Lucarino (Carduelis spinus), Luì grosso (Phylloscopus trochilus), Luì piccolo (Phylloscopus collybita), Magnanina (Sylvia undata), Magnanina sarda (Sylvia sarda), Migliarino di palude (Emberiza schoeniclus), Monachella (Oenanthe hispanica), Passera scopaiola (Prunella modularis), Pendolino (Remiz pendulinus), Pettazzurro (Luscinia svecica), Pettirosso (Erythacus rubecula), Pispola (Anthus pratensis), Pispola golarossa (Anthus cervinus), Rondine montana (Ptynoprogne rupestris), Spioncello (Anthus spinoletta), Sterpazzolina (Sylvia cantillans), Stiaccino (Saxicola rubetra), Storno (Sturnus vulgaris), Strillozzo (Miliaria calandra), Taccola (Coloeus monedula), Topino (Riparia riparia), Tordo bottaccio (Turdus philomelos), Tordo sassello (Turdus iliacus), Tottavilla (Lullula arborea), Verdone (Carduelis chloris), Verzellino (Serinus serinus)
  - Pellicaniformi: Cormorano (Phalacrocorax carbo)
  - Podicipediformi: Svasso piccolo (Podiceps nigricollis)
  - Strigiformi: Assiolo (Otus scops), Gufo di palude (Asio flammeus)

### Mammiferi
I mammiferi presenti nello stagno sono ridotti a poche specie ubiquitarie, pertanto non strettamente legate all'habitat dello stagno:
- Insettivori: Riccio (Erinaceus europaeus), Crocidura rossiccia sarda (Crocidura ichnusae), Mustiolo (Suncus etruscus).
- Lagomorfi: Coniglio selvatico (Oryctolagus cuniculus).
- Roditori: Ratto delle chiaviche (Rattus norvegicus), Ratto nero (Rattus rattus), Topo domestico (Mus musculus), Topo selvatico (Apodemus sylvaticus).
- Carnivori: Donnola (Mustela nivalis), Volpe (Vulpes vulpes ichnusae).

### Rettili e Anfibi
- Anfibi: Rospo smeraldino (Bufotes viridis), Raganella sarda (Hyla sarda).
- Testuggini: Testuggine d'acqua (Emys orbicularis), Testuggine comune (Testudo hermanni hermanni).
- Gechi: Emidattilo turco (Hemidactylus turcicus), Tarantola mauritanica (Tarentola mauritanica).
- Lucertole: Lucertola campestre (Podarcis sicula cettii).
- Scincidi: Luscengola (Chalcides chalcides vittatus), Gongilo ocellato (Chalcides ocellatus tiligugu).
- Serpenti: Biacco (Coluber viridiflavus), Biscia viperina (Natrix maura).

## Stato di conservazione

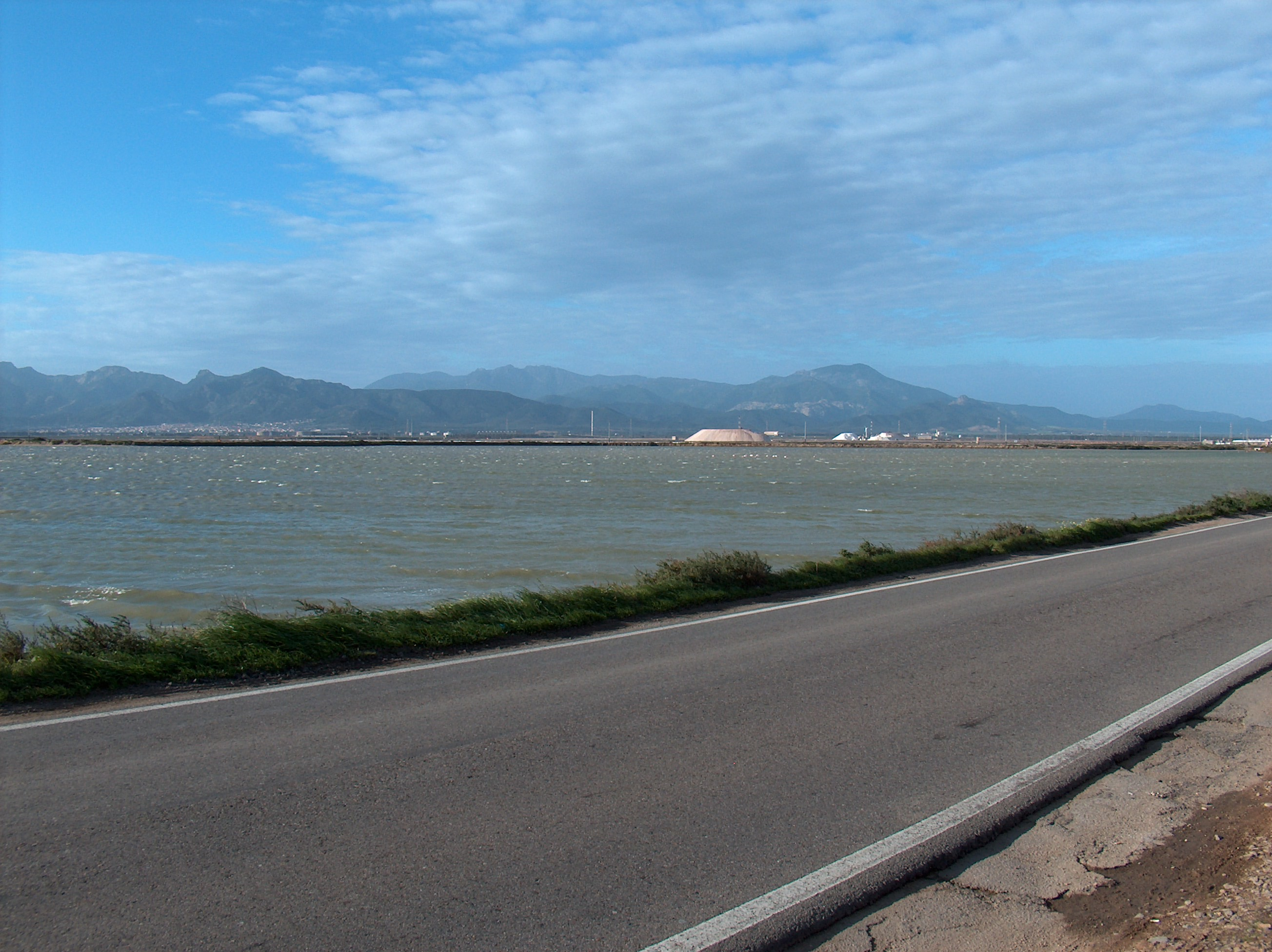
Scorcio della zona industriale di Macchiareddu-Grogastu

Lo stagno di Santa Gilla è un ecosistema altamente degradato e seriamente minacciato da diversi fattori:
1. L'avanzamento degli insediamenti produttivi e delle infrastrutture ha sottratto spazi vitali alla biocenosi dello stagno, ormai ridotti a circa un quarto della superficie originaria.
2. La realizzazione di opere d'infrastruttura (viabilità, bonifica, insediamenti) ha alterato il naturale ricambio fra il mare e lo stagno e il sistema delle correnti provocando alterazioni della salinità e della profondità delle acque.
3. Il riversamento di scarichi industriali e civili attraverso gli immissari dello stagno ha alterato la qualità delle acque a danno della fauna ittica, che è andata lentamente impoverendosi nel tempo.
4. L'avifauna è sempre più disturbata dall'eccessivo grado di penetrazione antropica.
5. La composizione floristica ha subito un depauperamento nel numero di specie e un'alterazione della composizione a causa delle variazioni delle condizioni microambientali e della naturalizzazione di specie esotiche piuttosto invadenti e competitive nei confronti di quelle autoctone.

## Vie d'accesso

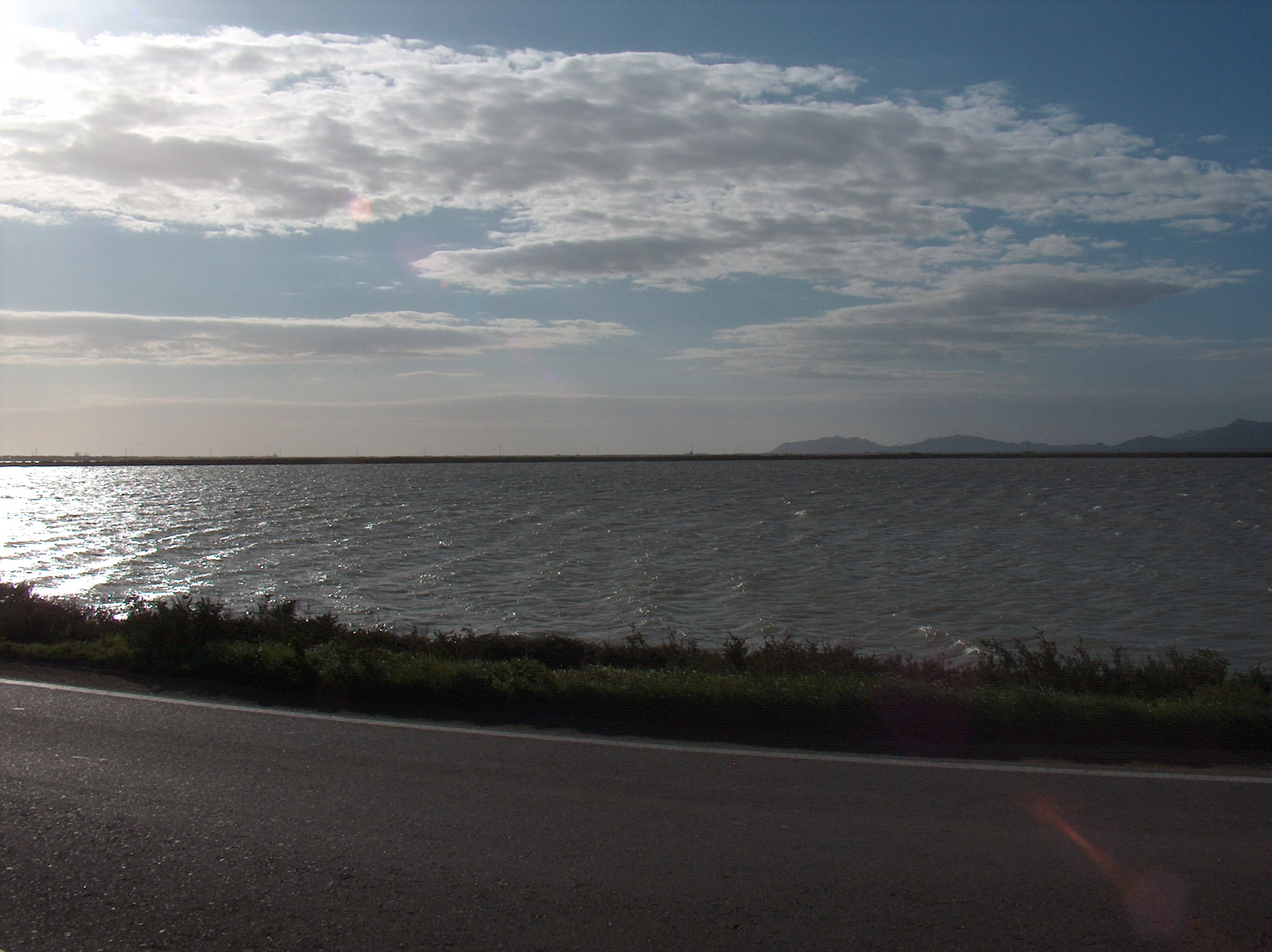
Il bacino evaporante ripreso dalla strada di accesso alle saline di Macchiareddu

Lo stagno è facilmente raggiungibile in pochi minuti da Cagliari attraverso varie vie d'accesso. Lo stesso nuovo raccordo che collega la Statale dell'Iglesiente e la Carlo Felice al quartiere La Playa costeggia la laguna di Santa Gilla per circa un chilometro.
Dalla Statale dell'Iglesiente (SS 130) si può accedere alla parte settentrionale della laguna, passando per Elmas, oppure proseguendo sulla Strada Pedemontana per Carbonia (SP 2). Dopo aver oltrepassato Assemini la strada passa sopra il tratto terminale dei fiumi Flumini Mannu e Cixerri. Dal ponte è ben visibile la vegetazione d'acqua dolce che caratterizza il paesaggio della zona settentrionale dello stagno. Subito dopo il ponte è possibile deviare per una strada che conduce a Macchiareddu, costeggiando la zona della Foce Mereu. Questo tratto attraversa una zona di transizione fra la vegetazione spontanea dello stagno, in parte alofita in parte d'acqua dolce, e terreni coltivati che ancora s'insinuano verso la zona industriale.
Proseguendo sulla Strada pedemontana, dopo qualche chilometro si può deviare per la zona industriale di Grogastu imboccando la Strada consortile. Dopo aver attraversato l'agglomerato industriale, questa strada costeggia un tratto delle saline e delle vasche di evaporazione, alcune con il caratteristico colore roseo delle acque conferito dalle alghe.

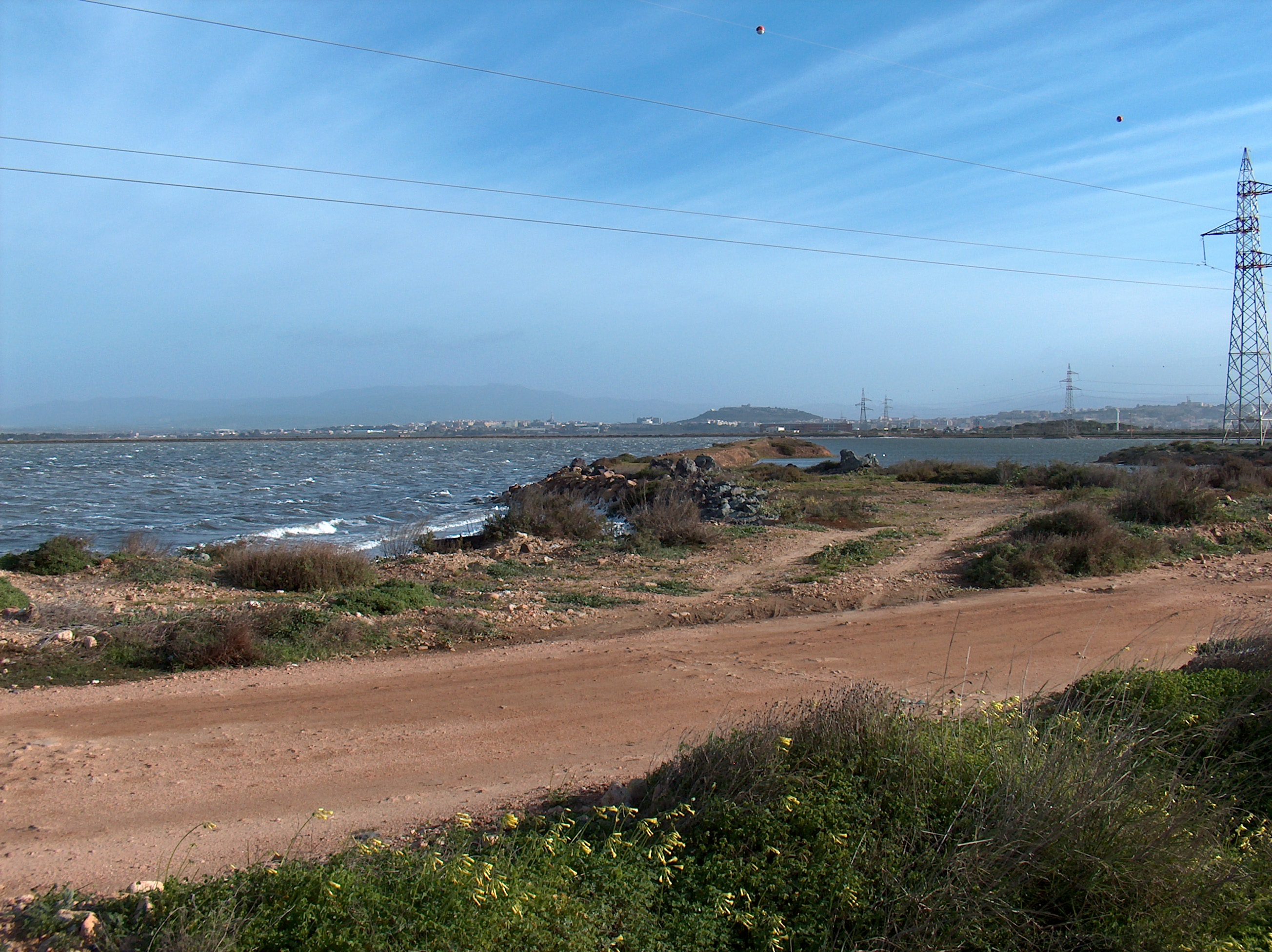
Il tratto della laguna a nord del Porto Canale e di Sa Illetta

La parte più interessante dello stagno è ben visibile percorrendo la Statale Sulcitana (SS 195): all'uscita di Cagliari la statale passa sopra il canale della Scafa, che mette in collegamento la laguna con il mare aperto, dopo di che imbocca il tratto di superstrada costruito per aggirare il Porto Canale e che passa per Sa illetta. In questa zona il paesaggio mostra le contraddizioni che accompagnano la storia recente dello stagno: la vecchia azienda agricola, con i suoi olivi e il tratto intermedio della laguna di Santa Gilla sono affiancati dalle strutture e dalle colline di terra di riporto del Porto Canale e il Tiscali Campus in cui ha sede la società omonima. Proseguendo per alcuni chilometri si può deviare per la vecchia strada che conduce alle Saline di Macchiareddu attraversando il bacino di evaporazione, oppure si può proseguire sulla Sulcitana. Da questo punto in poi la strada costeggia il bacino di evaporazione, nel quale stazionano i fenicotteri, spesso anche a breve distanza. Terminato il tratto di superstrada la statale riprende il suo vecchio percorso nel lembo che separa il mare aperto dal bacino di evaporazione delle Saline, ben visibile nonostante i cespugli di Atriplex halimus. Superato il punto d'innesto con la strada consortile della zona industriale, la Sulcitana costeggia lo Stagno di Capoterra. Qui sono visibili i sentieri predisposti per il birdwatching con le postazioni di osservazione allestite per limitare il disturbo. Si tratta di uno dei siti più interessanti per l'osservazione di numerose specie dell'avifauna più eterogenea rispetto alla monotonia delle vasche di evaporazione.

## Storia
La storia dello stagno è stata per lungo tempo associata alla pescosità delle sue acque e alla particolare posizione che lo rendevano adatto come porto per gli scambi commerciali.

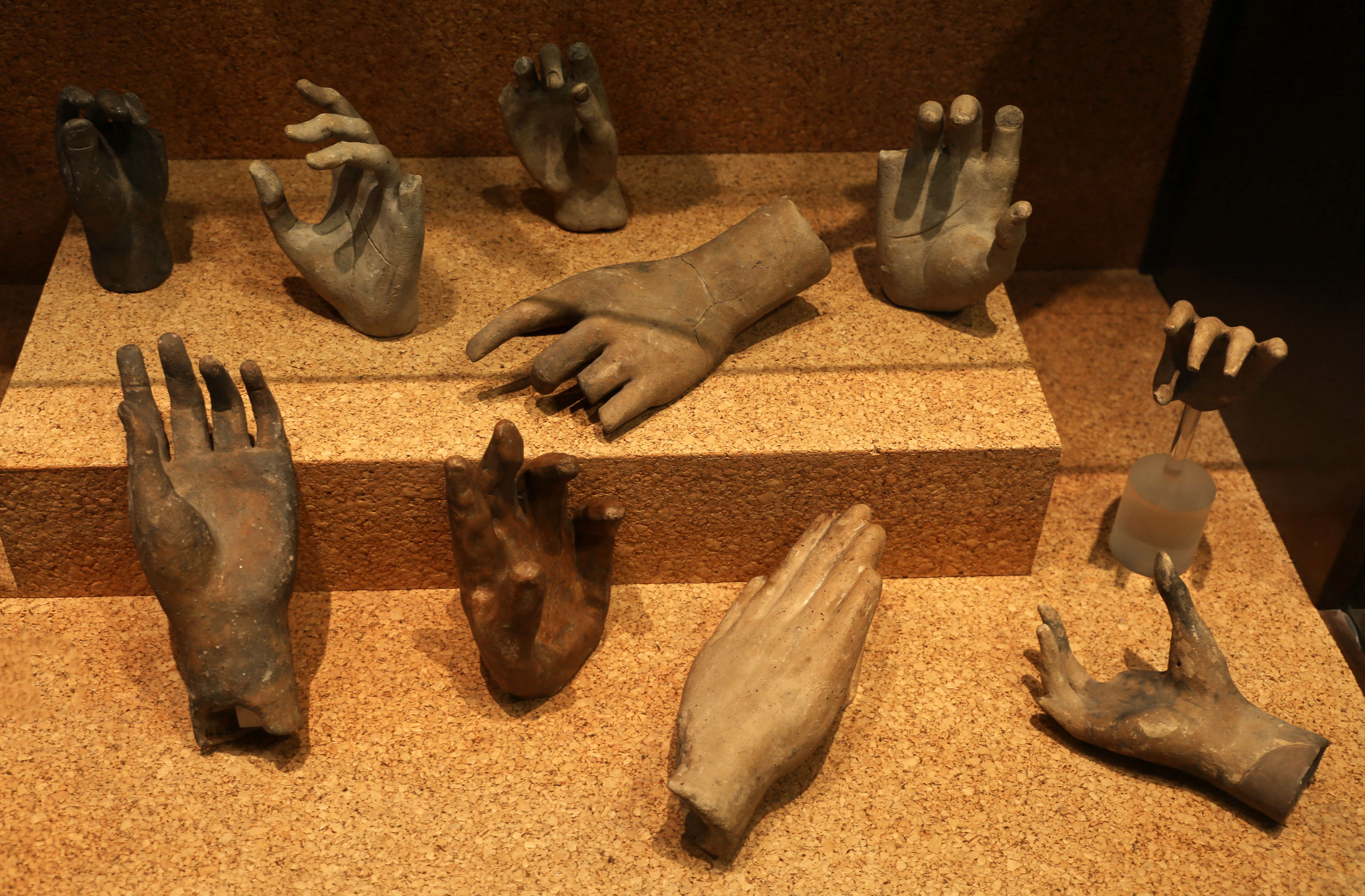
Antiche ceramiche votive dalla laguna di Santa Gilla (Museo archeologico nazionale di Cagliari)

Tracce di insediamenti umani nella laguna di Santa Gilla risalgono all'VIII secolo a.C., ma s'ipotizza che lo stagno fosse frequentato già dall'età del Bronzo. Altri reperti archeologici rinvenuti sulla costa orientale della laguna fanno ipotizzare una presenza dei Fenici. Nel periodo punico era presente un insediamento urbano sulla costa orientale della laguna, con relativo porto. I reperti documentano attività economiche basate sul commercio e sulla pesca. In età Romana l'insediamento presso Santa Gilla perse d'importanza diventando un sobborgo della Karalis.
Nel Medioevo la regressione demografica interessò anche l'attuale Cagliari e Santa Gilla, chiamata allora Santa Igia, divenne il centro principale della zona, capitale del Giudicato di Calari e sede episcopale. Santa Igia era ubicata sul tratto di terraferma che si affaccia sulla laguna. L'isolotto di San Simone era raggiungibile solo via mare, tuttavia era un centro residenziale frequentato dall'aristocrazia. Le acque della laguna erano navigabili e permettevano l'accesso anche alle galere delle Repubbliche marinare: è infatti documentato che nel 1194 si svolse una guerra navale nelle acque della laguna fra Genovesi e Pisani per conquistare il predominio sul Giudicato di Calari.
Nel XVI secolo avvennero le prime sensibili trasformazioni: l'isola di San Simone venne collegata alla terraferma a est da un ponte di barche e tavole, detto Ponte della Scafa. Nello stesso periodo nell'isola si sviluppò un'attività agricola e venne costruita una casa colonica ancora esistente, mentre il fondale dello stagno subì drastiche modifiche in seguito ad interventi di bonifica idraulica (apertura di sbocchi sul mare aperto, dragaggi, incremento della profondità).
Nell'Ottocento l'ecosistema subì gravi interventi di degrado di cui i più rilevanti sono l'impiego come discarica industriale e l'apporto di terra di colmata per la costruzione delle ferrovie.
Nel 1920 si stipulò un accordo fra la società Contivecchi e lo Stato per l'estrazione del sale marino. L'area occidentale dello stagno venne bonificata e si realizzarono gli impianti di Macchiareddu. Questo evento ridimensiono l'attività della pesca, relegata alla laguna di Santa Gilla, nel settore occidentale. Le Saline di Macchiareddu, in particolare il bacino evaporante, rappresentano tuttavia un elemento paesaggistico integrato con lo stagno, anche se hanno influito notevolmente sulla dinamica della biocenosi vegetale e animale. L'importanza delle Saline, industria fiorente fino agli anni 70, è ormai relegata agli aspetti storici, ambientali e paesaggistici.
Il degrado vero e proprio ha avuto inizio nel secondo dopoguerra con l'inquinamento delle acque a causa degli scarichi industriali e civili confluenti nello stagno, la conseguente scomparsa definitiva dell'attività di pesca e la grave alterazione della composizione floristica e faunistica. La costruzione del Porto canale, avvenuta a cavallo fra gli anni settanta e ottanta, ha infine irrimediabilmente compromesso la parte di stagno più vicina a Cagliari, fra Sa Illetta e il vecchio borgo di pescatori di Giorgino.

### Toponomastica
Nel corso del tempo, anche a causa dei lavori e delle modifiche, si è andata progressivamente perdendo la ricca toponomastica dello stagno. Molti di questi nomi sono ormai sconosciuti agli abitanti dei centri limitrofi.
- La Playa - il cordone litorale che separa lo stagno dal mare. A seguito dei lavori del Porto canale, dal 1986[2] appare diviso in due parti, la più orientale delle quali è unita a Sa Illetta. Lungo questa striscia di terra, in origine spesso orlata di piccole paludi, sorgevano l'abitato di Giorgino con i vecchi stabilimenti balneari "Bagni Carboni" e "Bagni Giorgino", alcuni stabilimenti industriali (ora dismessi e parzialmente demoliti), una colonia marina (demolita per far posto al Porto Canale), un istituto di rieducazione (ora abbandonato, dove una volta vi faceva capolinea l'autobus urbano numero 8), la villa Aresu e alcune baracche. Il cordone litorale era suddiviso in sette sezioni da altrettanti canali di comunicazione fra le saline e il mare; nel corso del tempo molti di questi canali si interrarono parzialmente. La prima sezione, la più vicina a Cagliari, era l'isola di Giorgino, collegata al capoluogo tramite i tre "Ponti della Scafa" (due dei quali demoliti nel 1988[2]); alcune delle sezioni successive erano note come Baraccone.
- Sa Illetta - un'isola di forma quadrangolare in origine collegata a Giorgino da una strada. Su di essa vi sorge una fattoria e una chiesetta dedicata a San Simone. Nella parte settentrionale vi si trovavano alcune baracche utilizzate dai pescatori. Oggi buona parte dell'isola è stata colmata da materiale di riporto dello scavo del Porto canale ed è attraversata dal raccordo a 4 corsie della statale 195. Il campus Tiscali sorge nella parte nordoccidentale di Sa Illetta.
- Isola de is Fraris - un'isola di forma allungata che era situata a ovest di Sa Illetta ed era attraversata dalla strada Giorgino-Sa Illetta-Macchiareddu. È stata interessata dai lavori del Porto canale ed è ora un semplice tratto di terraferma su cui corre la 4 corsie. In corrispondenza di quella che era la sua parte occidentale si trova lo svincolo fra la 4 corsie e la strada per Macchiareddu.
- Isola de sa Figu Morisca - un'isola attraversata nella parte settentrionale dalla strada per Macchiareddu. Vi si trovano numerosi piccoli bacini evaporanti ed è attraversata da nord a sud da una carrareccia. Verso nord è stata interessata dalla costruzione di un margine su cui passa un elettrodotto.
- Isoledda - un piccolo lembo di terra emersa collegato alla precedente isola da un sottile margine di terra.
- Isola de is Cadenas - un'isola a forma di mezza luna situata in origine al centro del bacino evaporante. È stata parzialmente interessata dai lavori del Porto canale e ora è attraversata dalla 4 corsie.
- Isola Ischeras - un piccolo isolotto a mezza luna situato a ovest della precedente e attraversato dai sottili margini di terra dei bacini evaporanti.
- Isola Pischera - un isolotto a nordovest del precedente, attraversato da un margine di terra.
- Punta Olia e Punta Ibba sono due sporgenze di terra nella parte occidentale del bacino evaporante; poco a nord si trova un'insenatura che porta il nome di Portu Santadi.
- Porto di San Pietro - un angusto porticciolo formato da un lungo e stretto canale situato davanti agli edifici storici delle saline; ora è abbandonato ed è attraversato dallo stesso elettrodotto che attraversa l'isola de sa Figu Morisca. Il tratto di stagno su cui si apriva è stato isolato dal resto della laguna e forma un bacino a parte.[3]